# Riverdale (Utah)
Riverdale es una ciudad ubicada en el condado de Weber en el estado estadounidense de Utah. En el año 2000 tenía una población de 7.656 habitantes. 

## Geografía
Riverdale se encuentra ubicado en las coordenadas 41°10′43″N 112°0′15″O / 41.17861, -112.00417. Según la Oficina del Censo, la localidad tiene un área total de 11,6 km² (4,5 mi²), de la cual toda es tierra.

## Demografía
Según la Oficina del Censo en 2000, había 7.656 personas residentes en el lugar, 91,95% de los cuales eran personas de raza blanca. Los ingresos medios por hogar en la localidad eran de $44,375, y los ingresos medios por familia eran $49,453. Los hombres tenían unos ingresos medios de $32,389 frente a los $23,635 para las mujeres. La renta per cápita para la localidad era de $18,627. Alrededor del 8.8% de la población de Riverdale estaba por debajo del umbral de pobreza.